# Spofford
Spofford é uma cidade localizada no estado norte-americano de Texas, no Condado de Kinney.

## Demografia
Segundo o censo norte-americano de 2000, a sua população era de 75 habitantes.
Em 2006, foi estimada uma população de 75, um aumento de 0 (0.0%).

## Geografia
De acordo com o United States Census Bureau tem uma área de
0,7 km², dos quais 0,7 km² cobertos por terra e 0,0 km² cobertos por água. Spofford localiza-se a aproximadamente 308 m acima do nível do mar.

## Localidades na vizinhança
O diagrama seguinte representa as localidades num raio de 44 km ao redor de Spofford.